# Leon I (cesarz)
Leon I Makelles (Imperator Caesar Flavius Valerius Leo Augustus, ur. ok. 401 w Tracji, zm. 18 stycznia 474) – cesarz wschodniorzymski od 457 aż do swojej śmierci. Protoplasta dynastii leońskiej.
Trak z pochodzenia. Nie miał żadnego wykształcenia. Służył w armii pod dowództwem Aspara, mającego przemożny wpływ na rządy w cesarstwie (dzięki niemu cesarzem został w 450 r. Marcjan). Leon awansował do rangi trybuna (comes et tribunus Mattiariorum). Był także zarządcą dóbr Aspara. W chwili śmierci Marcjana, Leon był dowódcą garnizonu w Selimbrii. Wezwany przez Aspara przybył do Konstantynopola, gdzie 7 lutego obwołano go augustem. Sam Aspar odmówił tronu. Liczył na to, że jego protegowany będzie marionetkowym władcą, uległym woli protektora. Leon był pierwszym cesarzem, który przyjął diadem cesarski z rąk patriarchy Konstantynopola. Zapoczątkował dynastię leońską.
Próbując się uwolnić spod wpływu Aspara, Leon opierał się na żołnierzach z Izaurii (górskiej krainy w południowej Anatolii), mających być przeciwwagą dla germańskich, złożonych głównie z Ostrogotów, oddziałów Aspara. Do całkowitego zerwania doszło w 466 r., cesarz pozbawił syna Aspara, Ardaruba, urzędu dowódcy wojsk w Azji (magister militum per Orientem). Kilka miesięcy później wydał swoją córkę Ariadnę za wodza Izauryjczyków, Tarasikodissę-Zenona i uczynił go w 467 r. dowódcą wojsk w Tracji (magister militum per Thracias), a rok później dowódcą wojsk azjatyckich.
Leon starał się utrzymać wpływ na sprawy cesarstwa zachodniorzymskiego. Po wstąpieniu na tron uznał cesarza Majoriana, a po jego usunięciu i zabiciu (461), po powrocie z nieudanej wyprawy przeciwko Wandalom, przez Rycymera, faktycznego władcę Zachodu, odmówił uznania marionetki germańskiego wodza, Libiusza Sewera. W 467 r. mianował cesarzem zachodu Antemiusza. Rycymer zgodził się na ten wybór, otrzymując za żonę córkę Antemiusza.
Władcy wspólnie podjęli decyzję o kolejnej wyprawie przeciwko Wandalom w Afryce Północnej (468). Podobnie jak poprzednia, za Majoriana, ta również zakończyła się klęską i tragicznym końcem cesarza zachodniorzymskiego, którego po niepowodzeniu, Rycymer, tak jak Majoriana, usunął i zabił. Leon zgromadził flotę, która według bizantyjskich historyków liczyła 1 113 okrętów, na które wsiadło 100 000 ludzi. Głównym błędem było powierzenie dowództwa nieudolnemu Bazyliskosowi, szwagrowi Leona. Wytrawny wódz, król Wandalów Genzeryk, zniszczył flotę. Skutkiem ogromnego wysiłku finansowego było praktyczne bankructwo skarbu cesarstwa wschodniorzymskiego.
Pozycję Leona podkopał dodatkowo bunt w Tracji, z którym nie mógł poradzić sobie cesarski zięć, Izauryjczyk Zenon. Cesarz zmuszony był przywrócić do łask, popularnego w germańskiej części wojsk Aspara, i oddać za żonę jego synowi Patrycjuszowi, drugą córkę, Leoncję, oraz mianować go cezarem (470). Wywołało to w Konstantynopolu wzburzenie, gdyż Aspar i jego synowie byli arianami. Sytuacja ta ułatwiła Leonowi ostateczne rozprawienie się z uciążliwym wodzem. W 471 r., w zmowie z Tarasikodissą-Zenonem, cesarz oskarżył podczas uczty Aspara o spisek i kazał go i obu synów zamordować Izauryjczykom Zenona. Tylko ciężko rannemu Patrycjuszowi udało się uciec, został później pozbawiony urzędów, lecz pozostawiony przy życiu. Po tym wydarzeniu Konstantynopol ogarnęły zamieszki wzniecone przez germańskich żołnierzy Aspara. W Konstantynopolu w trakcie festynu, doszło do wielkiej rzezi Izaurów. Po tych wydarzeniach cesarz otrzymał od ludu przydomek Makelles (Rzeźnik). Dodatkowo, władca jednego z plemion ostrogockich, a jednocześnie kuzyn Aspara, Teodoryk Strabon, spustoszył Trację żądając jednocześnie od cesarstwa daniny. Leonowi udało się jednak opanować sytuację, chociaż walka z Ostrogotami trwała aż do 473 r. Wydarzenia te zakończyły okres dominacji Germanów w polityce cesarstwa wschodniorzymskiego.
Ciągłe wojny, zwłaszcza nieudana wyprawa afrykańska, zmusiły Leona do prowadzenia bezwzględnej polityki fiskalnej. W sprawach religijnych cesarz opowiadał się za uchwałami soboru w Chalcedonie (451).
W październiku 473 r. cesarz, wobec niepopularności zięcia Zenona, wyznaczył na swego następcę Leona, syna Ariadny i Zenona, którego mianował cezarem, a następnie augustem. 18 stycznia następnego roku zmarł.